# Chargana (rejon sielengiński)
Chargana (ros. Харгана) – wieś (ułus) w Rosji, w Buriacji, w rejonie sielengińskim. W 2010 liczyła 950 mieszkańców.